# Gouvernement Simonet II
 (janvier 2017).
Si vous disposez d'ouvrages ou d'articles de référence ou si vous connaissez des sites web de qualité traitant du thème abordé ici, merci de compléter l'article en donnant les références utiles à sa vérifiabilité et en les liant à la section « Notes et références ».
Gouvernement de la Région de Bruxelles-Capitale
Ducarme Picqué III
Le Gouvernement Simonet II est le gouvernement de la Région de Bruxelles-Capitale, en Belgique, dirigé par le libéral Jacques Simonet et formé par une coalition penta-partite, associant les familles socialiste (PS francophone et sp.a flamand), libérale (VLD flamand et MR francophone) et le parti démocrate-chrétien flamand (CD&V).
Ce gouvernement a été formé à la suite de la démission de l'ancien Ministre-Président, Daniel Ducarme, remplacé au pied levé par Jacques Simonet. Il succède donc au Gouvernement Ducarme
Ce gouvernement a pris cours le 18 février 2004 pour passer le témoin le 13 juillet 2004 au Gouvernement Picqué III.

## Composition du Gouvernement
| Fonction | Titulaire | Titulaire                | Titulaire        | Parti    |
| --- | --------- | ------------------------ | ---------------- | -------- |
| Ministre-Président chargé des pouvoirs locaux, de l'aménagement du territoire, des monuments et sites, de la rénovation urbaine, de la propreté publique et de la recherche scientifique |           | Jacques Simonet          | Jacques Simonet  | MR       |
| Ministre des Finances, du Budget, de la Fonction publique et des Relations extérieures                                                                                                   |           | Guy Vanhengel en 2016    | Guy Vanhengel    | VLD      |
| Ministre de l'Emploi, de l'Économie, de l'Énergie, du Logement et de la Politique agricole                                                                                               |           | Éric Thomas              | Éric Thomas      | PS       |
| Ministre de l'Environnement, du Commerce extérieur, de la Politique de l'État, de la Propreté publique et de la Conservation de la nature                                                |           | Didier Gosuin            | Didier Gosuin    | FDF (MR) |
| Ministre des Transports, des Travaux publics, de l'Aide médicale urgente et de la Lutte contre l'incendie                                                                                |           | Jos Chabert en 2006      | Jos Chabert      | CD&V     |
| Secrétaire d'État à l'Urbanisme, à la Régie foncière, au Patrimoine et aux Taxis |           | Willem Draps             | Willem Draps     | MR       |
| Secrétaire d'État au Logement social |           | Alain Hutchinson en 2015 | Alain Hutchinson | PS       |
| Secrétaire d'État à la Mobilité, à la Fonction publique et au Service d'incendie et d'Aide médicale urgente                                                                              |           | Pascal Smet              | Pascal Smet      | sp.a     |